# Sébastien (Disney)
Sébastien est un personnage de fiction qui est apparu pour la première fois dans le long métrage d'animation La Petite Sirène (1989). Contrairement au croyance populaire, celui-ci est une pagure, ou plus communément appelé Bernard-l’hermite. Le personnage apparaît dans les suites du film : La Petite Sirène 2 : Retour à l'océan (2000) et Le Secret de la Petite Sirène (2008) ainsi que deux séries télévisées, La Petite Sirène et Ariel.

## Description
Sébastien est un personnage mis au point exclusivement pour le film, et n'est pas dérivé de l'histoire originale d'Hans Christian Andersen.
Quand le film commence, Sébastien est annoncé par l’hippocampe comme étant le « musicologue très distingué de sa majesté », et donne un concert que les sept filles du Roi Triton sont censées accomplir. Son nom complet est Horatio Felonious Ignacious Crustaceous Sebastien, faisant donc référence au personnage Horatio dans Hamlet.
Ariel, la plus jeune fille, ne parvient pas à se manifester pour le concert et, plus tard, Sébastien se joint au Roi dans sa réprimande, son blâme de son humiliation. Le roi Triton, inquiet au sujet d’Ariel, confie les tâches suivantes à Sébastien : surveiller Ariel afin de la maintenir à distance des humains et de ne pas avoir de problèmes avec eux.
Sébastien tente de faire le travail que lui a confié le Roi, mais il est horrifié lorsque Ariel sauve la vie et tombe amoureuse d’un être humain. Sébastien glisse accidentellement cette information au roi Triton qui réprimande sévèrement Ariel. Sébastien se sent alors coupable d'avoir "trahi" Ariel et la suit donc lors de sa visite chez la sorcière Ursula pour obtenir de l'aide. Il devient, plus tard, un conseiller dans sa quête du baiser du Prince Eric. Dans le film, Sébastien commence avec un rôle parental, de supervision sur Ariel, et au fil du temps devient son ami proche.

### Série télévisée
Sébastien apparaît presque dans chaque épisode de la série télévisée, qui suit les aventures d'Ariel quand elle est encore une sirène. Sébastien est montré comme étant un bon ami d'Ariel et de Polochon, ainsi que d’Urchin, un nouveau personnage unique de la série télévisée. Il est parfois sévère et souvent critique à l'égard des aventures d’Ariel, mais finit souvent par la suivre. Dans la série, Sébastien occupe le poste d’assistant, de conseiller et de confident du Roi Triton.
Tout au long de la série, l’histoire de Sébastien est développée par le dialogue des épisodes lui étant consacrés. Dans la série, Sébastien proviendrait d'une grande famille jamaïcaine. Dans l'épisode Queue de deux crabes, Sébastien a une rivalité avec un autre crabe nommé « Zeus ». Selon le dialogue dans cet épisode, Sébastien est né en Jamaïque et s'est rendu à l'Académie de musique de Trinidad avant de se joindre au personnel du Roi Triton comme assistant.

### La Petite Sirène 2: Retour à l'océan
Dans la suite, Sébastien est chargé par le roi Triton de veiller sur la fille d'Ariel, Mélodie, et ainsi répéter son rôle du film original.

### Le Secret de la Petite Sirène
Dans le préambule de 2008, Sébastien est l’attaché du Roi Triton, et est d'abord montré comme obéissant strictement aux règles du roi. Toute la musique a été interdite à Atlantica, mais il est plus tard révélé que Sébastien joue secrètement de la musique en tant que chef du Silure Club Band, qui joue dans un club underground. Techniquement, cela fait de Sébastien le premier personnage de l’univers de La Petite Sirène à briser l'une des principales lois du Roi Triton.
Quand le pot-aux-roses est révélé au Roi, Sébastien est placé en prison avec le reste de sa bande. Grâce à Ariel, ils parviennent à s'échapper. Dans le cadre d'un plan prémédité, Sébastian amène Ariel loin d’Atlantica à un endroit où elle trouve la boîte à musique de sa mère. Sébastien veut que la musique revienne à Atlantica, et il retourne avec Ariel convaincre le Roi changer d'avis. Quand le film se termine, la musique est restaurée à Atlantica, et Sébastien devient le « musicologue très distingué de Sa Majesté », son rôle dans l'ouverture du film original. Selon ce film, Sébastien est l'aîné des amis d'Ariel, après avoir été présents depuis qu'elle était petite.

## Interprètes
- Voix originales : Samuel E. Wright (trilogie et série 1), Kevin Michael Richardson (Kingdom Hearts 1, 2 et série 2), Daveed Diggs (film en prise de vues réelles)
- Voix allemandes : Joachim Kemmer (1990) et Ron Williams (1998)
- Voix brésilienne : André Filho
- Voix danoise : Thomas Eje
- Voix finnoises : Tom Wentzel (1989) et Antti Pääkkönen (1999)
- Voix françaises : Henri Salvador (1er doublage français), Serge Ponsar et Jacques Martial (série 1), Christophe Peyroux (2d doublage français, La Petite Sirène 2 : Retour à l'océan et Kingdom Hearts 2), Éric Aubrahn (Kingdom Hearts), Frantz Confiac (Le Secret de la Petite Sirène) et Jean-Michel Vaubien (film en prise de vues réelles et série 2)
- Voix italienne : Ronny Grant
- Voix japonaises : Tsunehiko Kamijō, Kōichi Yamadera (version redoublée) et Masahiro Anzai (série télévisée)
- Voix néerlandaise : Freddy Gumbs
- Voix polonaise : Emilian Kamiński
- Voix portugaise : Pedro Malagueta
- Voix québécoises : Ronald France, Michel Comeau (chant) et Widemir Normil (La Petite Sirène 2 : Retour à la mer)

## Chansons interprétées par Sébastien
- Sous l'océan (Under the Sea) avec chœur
- Embrasse-la (Kiss the Girl ou Doux baiser au Québec) avec chœurs
- Sous le soleil de l'océan (Down to the Sea) avec Ariel, Éric, Grimbsy, les marins, les animaux de la mer et les ondins dans La Petite Sirène 2 : Retour à l'océan
- Here On The Land and Sea avec Mélodie, Ariel et chœurs dans La Petite Sirène 2 : Retour à l'océan
- Iko Iko dans La Petite Sirène 2 : Retour à l'océan
- Octopus's Garden dans La Petite Sirène 2 : Retour à l'océan
- Give A Little Love dans La Petite Sirène 2 : Retour à l'océan
- Hot, hot, hot dans La Petite Sirène 2 : Retour à l'océan
- Sautez, bougez (Jump in the Line) avec chanteur du Club dans Le Secret de la Petite Sirène

## Phrase culte
- Nom d'une méduse à moustache ![6]

## Caractéristiques particulières
- Le personnage de Sébastien a permis à Disney de publier deux albums reggae pour les enfants sous le label Walt Disney Records. Ces deux albums ont été édités sur CD et cassette audio.
  - Le premier était une édition intitulée Sébastien de la Petite Sirène, mettant en vedette des chansons de La Petite Sirène, avec des titres tels que Three Little Birds, ainsi que la musique originale.
  - Le deuxième, publié en octobre 1991 s’intitulant Sebastian: Partie Gras!, est composé entièrement de reggae classique avec des chansons telles que "Iko Iko", "Octopus's Garden", "Twist et Shout", et "What A Wonderful World", ainsi que quelques airs originaux[7].
- Sébastien a été conçu comme un personnage musical de La Petite Sirène, et interprète d’ailleurs deux chansons qui sont devenus de véritable Hits de Disney et ont été nommés pour l'Oscar de la Meilleure chanson originale. Le choix des interprètes, le style d’écriture des chansons et les compositions musicales faites par Howard Ashman et Alan Menken pour Sébastien affirment le caractère des influences calypso et reggae du personnage.
- Sébastien a fait une apparition dans tous les trois titres de la série Kingdom Hearts de Square Enix et Buena Vista Games, exprimé par Kevin Michael Richardson.
- Il a également fait une brève apparition dans Aladdin : Lorsque Le Génie, en essayant de trouver la bonne recette pour transformer Aladdin en prince, il sort le crabe (accroché par la pince à son doigt).
- Il apparaît également dans le jeu vidéo Aladdin dans une scène, comme étant un prisonnier dans le niveau Sultan's Dungeon.
- Sébastien fut présenté en tant qu’invité dans Disney's tous en boîte[8].
- Sébastien est aussi apparu dans le dernier épisode de la série TV, Les 101 Dalmatiens, dans lequel il pince la queue d’un chiot.